# Тропічний кліматичний пояс

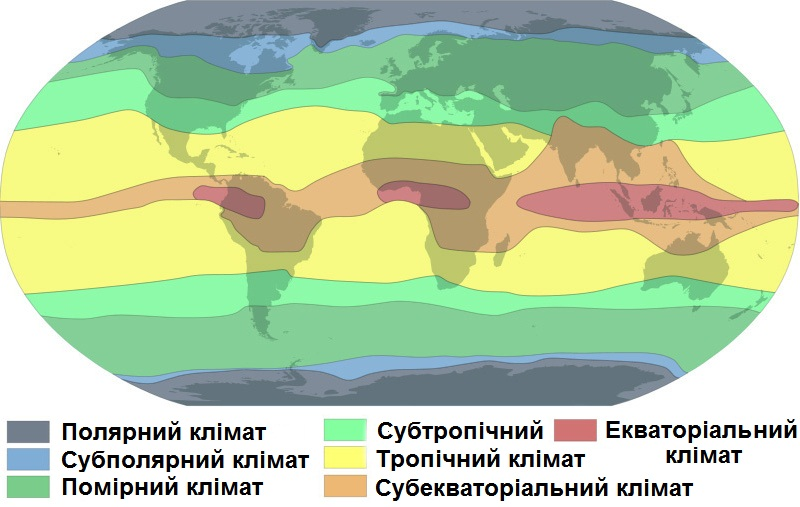
Кліматичні пояси Землі за класифікацією Алісова Б. П.

Тропічний кліматичний пояс — утворює два пояси на північ та південь від субекваторіального кліматичного поясу. Тропічний клімат формується загалом під впливом тропічних повітряних мас, що формуються між 23°30' північної й південної широт. Оскільки тропічний кліматичний пояс є одним з основних, то в ньому протягом усього року панують тропічні повітряні маси, які за ознаками є сухими й жаркими.

## Розташування
У північній півкулі тропічний кліматичний пояс розташовано над Мексикою та Карибськими островами в Північній Америці, пустельна область охоплює півострів Каліфорнію. У Центральній Америці формується область вологого кліматичного поясу, яка продовжується в Атлантичному океані. Тропічний пояс поширюється над усією Сахарою в Африці. Під впливом тропічного клімату формуються пустелі Аравійського півострова, зокрема пустеля Руб-ель-Халі. Далі тропічний пояс перетинає Перську затоку та південь Іранського нагір'я, північну частину Аравійського моря й сягає Белуджистану. Тут формується пустеля Тар (її територією тече річка Інд). Далі відбувається характерне для тропічного поясу північної півкулі обривання поясу. Він зникає на середині Індостану й з'являється лише в Тихому океані. На території східного Індостану та південного Індокитаю Субекваторіальний пояс переходить одразу в субтропічний.
У південній півкулі тропічний кліматичний пояс охоплює широкі смуги тропічного узбережжя Південної Америки (Перу, Чилі, Уругвай, Бразилія) — сухі на заході та вологі на східному узбережжі; Південної Африки — від Анголи до Мозамбіку; центральні райони Австралії (формуються Велика піщана пустеля та Велика пустеля Вікторія).
У тропічному поясі досить чітко вирізняються 2 підтипи клімату: континентальний і морський.

## Континентальний тропічний клімат
Над просторами континентів поширені області високого тиску, переважають висхідні потоки повітря. Тут випадає досить мало атмосферних опадів (100—250 мм). Спекотне літо +35°…+40°С, прохолодна зима +10°…+15°С. Досить значні добові амплітуди температури повітря — до 40°, у пустелях можливі вранішні приморозки на ґрунті. Відсутність значної хмарності призводить до ясних і холодних ночей. Різкі добові перепади температур призводять до значного фізичного вивітрювання гірських порід й утворення великої кількості гравію, піску та пилу. Пил та пісок переноситься на великі відстані вітрами. Переважає східний перенос повітряних мас — пасати (північно-східні в північній півкулі та південно-східні — у південній).
Кліматичні умови східних і західних тропічних узбереж дуже відрізняються. Уздовж західних узбереж Африки, Америки та Австралії проходять холодні морські течії, що знижують температуру повітря до +18°…+20°С й заважають утворенню хмар, а отже — і випадінню значних атмосферних опадів. Тут розташовані найпосушливіші пустелі світу: Атакама (Перуанська течія), Наміб (Бенгельська течія), Західна Сахара (Канарська течія). Уздовж східних узбереж материків проходять теплі морські течії, температури повітря тут більші, опадів більше.

## Морський тропічний клімат
Морський тропічний клімат досить нагадує екваторіальний, але з меншою хмарністю та постійними східними вітрами. Влітку над океаном температура повітря не підіймається вище +20°…+27°С, узимку — +10°…+15°С. Улітку опадів випадає більше ніж узимку, 500—1000 мм.

## Біота
У межах тропічних поясів на суходолі переважають зони пустель та напівпустель, трапляються ділянки саван, вологих тропічних лісів. Поверхневі води океанів характеризуються високими температурами (до 20 °C), підвищеною солоністю (до 37 ‰), бідністю киснем і планктоном.